# Bäckahäst

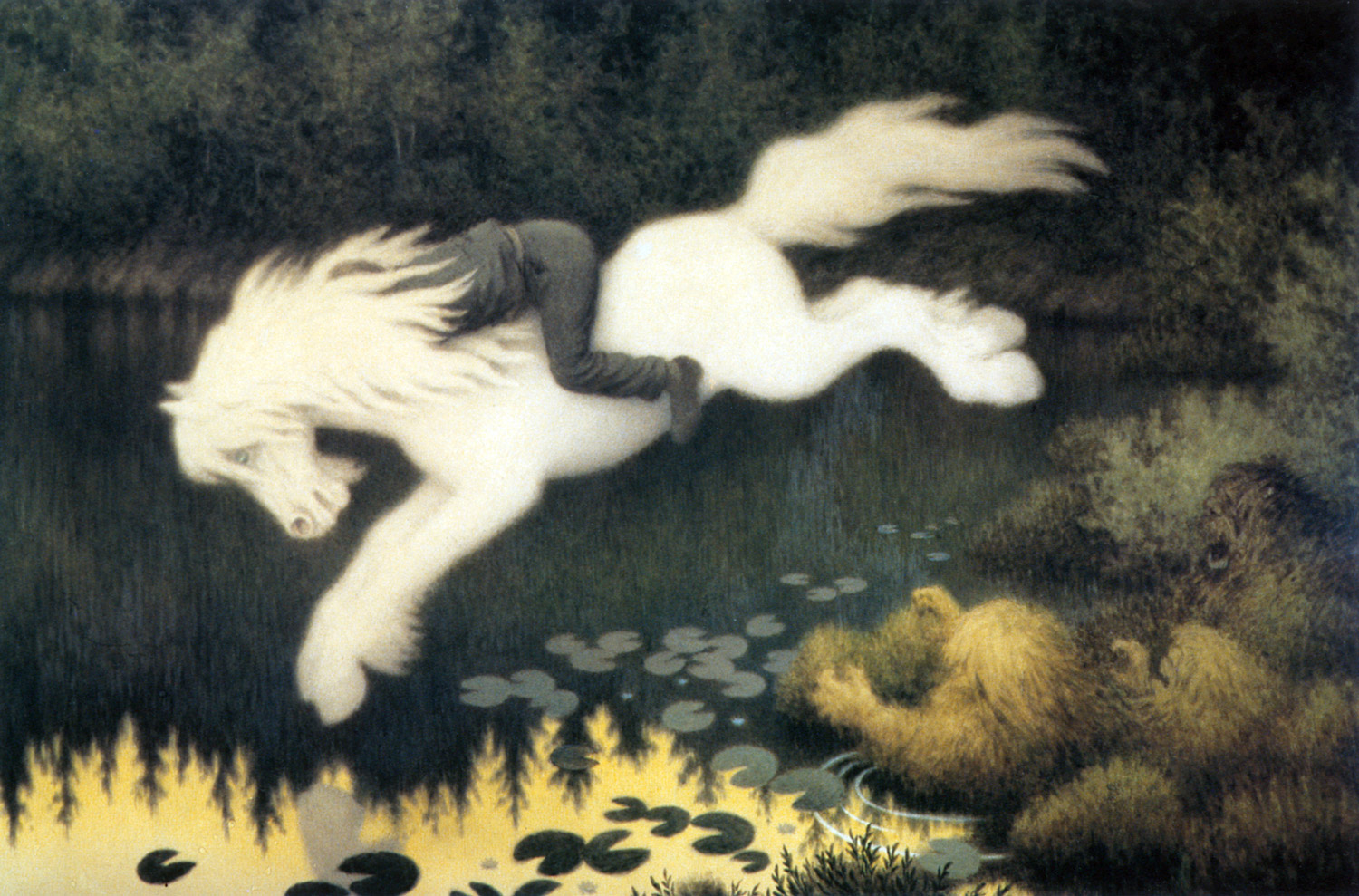
Un bäckahäst par Theodor Kittelsen.

Le bäckahäst, bäckahästen ou bækhesten (littéralement « cheval des ruisseaux ») est un cheval fantastique issu du folklore scandinave, très proche du kelpie. Il s'agit d'un majestueux cheval blanc qui apparait près des rivières, en particulier par temps de brouillard. Celui qui monte sur son dos se trouve incapable d'en descendre. Le cheval saute alors dans la rivière et le cavalier se noie. Le cheval des ruisseaux peut, tout comme le kelpie, être mis au travail à la charrue, soit parce qu'il tente de tromper une personne, soit parce que sa victime se montre plus rusée que lui.

## Légende

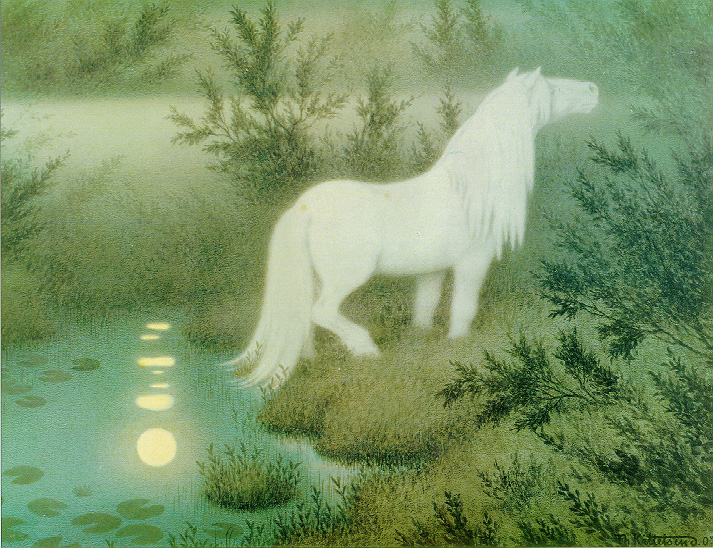

Une légende rapporte l'histoire d'une jolie fille, grande et forte, qui travaillait comme domestique dans une ferme de Lake Hjärtasjön au sud de Närke. Elle labourait l'un des champs de la ferme avec un vieux cheval, au bord du lac. Nous étions au printemps et le temps était au beau fixe. Les oiseaux chantaient et une bergeronnette suivait les sillons laissés par la jeune fille et le cheval de trait afin de capturer les vers. Soudain, un très grand et très beau cheval de couleur vive avec de grandes taches sur le côté apparut sur le lac. Il avait une belle et longue crinière qui voletait dans le vent et une queue qui trainait au sol, il prenait la pose devant la jeune fille pour lui montrer comme il était beau. Celle-ci savait qu'il s'agissait d'un cheval des ruisseaux et l'ignora. Le cheval s'enhardit et s'approcha de plus en plus, lorsqu'il fut à portée, la jeune fille le frappa avec une bride en disant : « Disparaissez, canaille ! Ou vous devrez labourer tout ce champ, et vous ne l'oublierez jamais ! ». Dès qu'elle eut prononcé cette phrase, le cheval des ruisseaux prit la place de son vieux cheval de ferme et commença à labourer le terrain à une vitesse telle que la terre et de pierres se retournaient dans son sillage. La jeune fille s'accrocha comme elle pouvait à sa charrue, et avant que le coq n'ait chanté sept fois, le labour fut terminé. Le cheval des ruisseaux se tourna vers le lac, entrainant la charrue et la jeune fille, mais elle avait un morceau de fer dans sa poche et elle fit le signe de croix. Immédiatement, elle tomba sur le sol et vit le cheval disparaitre dans le lac avec sa charrue. Elle entendit le hennissement de frustration du cheval des ruisseaux, comprenant que sa ruse avait échoué.
Le sillon tracé par ce cheval jusqu'au lac est encore visible à ce jour.